# Aquilegia barbaricina
Aquilegia barbaricina Arrigoni & E.Nardi – gatunek rośliny z rodziny jaskrowatych (Ranunculaceae Juss.). Występuje endemicznie na włoskiej wyspie Sardynii. Pierwszy raz został opisany w 1977 roku. Uważa się, że jest neoendemitem, co oznacza, że jest gatunkiem, który rozwinął się stosunkowo niedawno w wyniku izolacji geograficznej. Jest blisko spokrewniony z orlikiem pospolitym (Aquilegia vulgaris), który z kolei jest znacznie bardziej rozpowszechniony, ale nie występuje w Sardynii.

## Rozmieszczenie geograficzne
Rośnie endemicznie na włoskiej wyspie Sardynii. Według włoskiej czerwonej listy gatunków zagrożonych z 1992 roku występuje w kilku miejscowościach w centralnej części wyspy – na stokach góry Monte Spada, położonej w północnej części masywu Gennargentu oraz na dwóch innych stanowiskach w pobliżu Orgosolo. Jednak obecnie uważa się, że może występować tylko i kilku subpopulacjach w głębokiej, zalesionej i wyjątkowo podmokłej dolinie na Monte Spada.

## Morfologia
PokrójRoślina jest geofitem ryzomowym. Dorasta do 30–60 cm wysokości.
LiścieLiście odziomkowe zebrane są w różyczkę. Są owłosione, jednak niższej położone mogą być nagie.
KwiatyPojedyncze, rozwijają się na szczytach pędów. Osiągają 30–50 mm średnicy. Działki kielicha mają lancetowaty kształt, wierzchołek jest ostry, mierzą 17–24 mm długości i 5–8 mm szerokości, są owłosione zewnątrz, mają białą barwę z zielonkawym wierzchołkiem, czasem z fioletowym odcieniem. płatków mają barwę od białej do białoróżowej, rzadziej fioletową, są nagie, dorastają do 20–30 mm długości.

## Biologia i ekologia
Wieloletnia roślina zielna. Rośnie w lasach olchowych wzdłuż cieków wodnych. Występuje na wysokości od 1300 do 1400 m n.p.m. Swoje środowisko dzieli głównie z olszą czarną (Alnus glutinosa), ostrokrzewem kolczastym (Ilex aquifolium), Rhamnus persicifolia oraz Ribes multiflorum subsp. sandalioticum.

## Ochrona
W Czerwonej księdze gatunków zagrożonych został zaliczony do kategorii CR – gatunków krytycznie zagrożonych. Jego zasięg występowania maleje, jak również jego bardzo mała populacja ma tendencję spadkową i liczy mniej niż 50 dojrzałych osobników. Z drugiej strony nie istnieją długoterminowe badanie jego dynamiki populacji, ponieważ gatunek ten został odkryty relatywnie niedawno (w 1977 roku). Jednak według IUCN nie ma wątpliwości, że gatunek wyginie w najbliższej przyszłości, jeśli nie zostaną podjęte działania na rzecz jego ochrony. Jego rzadkość i piękno kwiatów sprawiają, że A. barbaricina jest atrakcyjna dla kolekcjonerów, którzy mogą uzyskać łatwy dostęp do stanowisk, na których rośnie. Kolejnym zagrożeniem jest niszczenie naturalnych siedlisk. Jednak wypas zwierząt nie wydaje się być problemem, ponieważ roślina jest trująca.
Obecnie nie ma żadnej ochrony prawnej dla tego gatunku, mimo że znalazł się on w proponowanym projekcie ustawy sejmiku Sardynii w 2001 roku w sprawie ochrony gatunków roślin na wyspie. Roślina A. nuragica jest wymieniona w załączniku jako gatunek endemiczny. Jednak prawo to jest kontrowersyjne, ponieważ może zwiększyć zainteresowanie zbierania tego gatunku. Obszar występowania tego gatunku nie znajduje się na obszarach chronionych. Ponadto nie odnotowano żadnych działań ochrony ex situ.
Według IUCN obszary, w których ten gatunek występuje naturalnie, powinny być chronione oraz należy zakazać zbierania jego okazów. A. barbaricina musi być także uprawiana w ogrodach botanicznych, a jego nasiona powinny być przechowywane w bankach nasion. W celu podjęcia działań ochronnych potrzebne jest lepsze zrozumienie jego biologii i ekologii oraz wzmocnienie lub przywrócenie jego naturalnych siedlisk.